# Машиностроитель (стадион, Карловка)
Стадион «Машиностроитель» — стадион в Карловке. Домашняя арена футбольной команды «Карловка». Из-за вооружённого конфликта на востоке Украины, стадион временно стал домашней ареной для алчевской «Стали».